# Epigelasma crenifera
Epigelasma crenifera är en fjärilsart som beskrevs av Claude Herbulot 1970. Epigelasma crenifera ingår i släktet Epigelasma och familjen mätare. Inga underarter finns listade i Catalogue of Life.